# Deutscher Formel-3-Cup

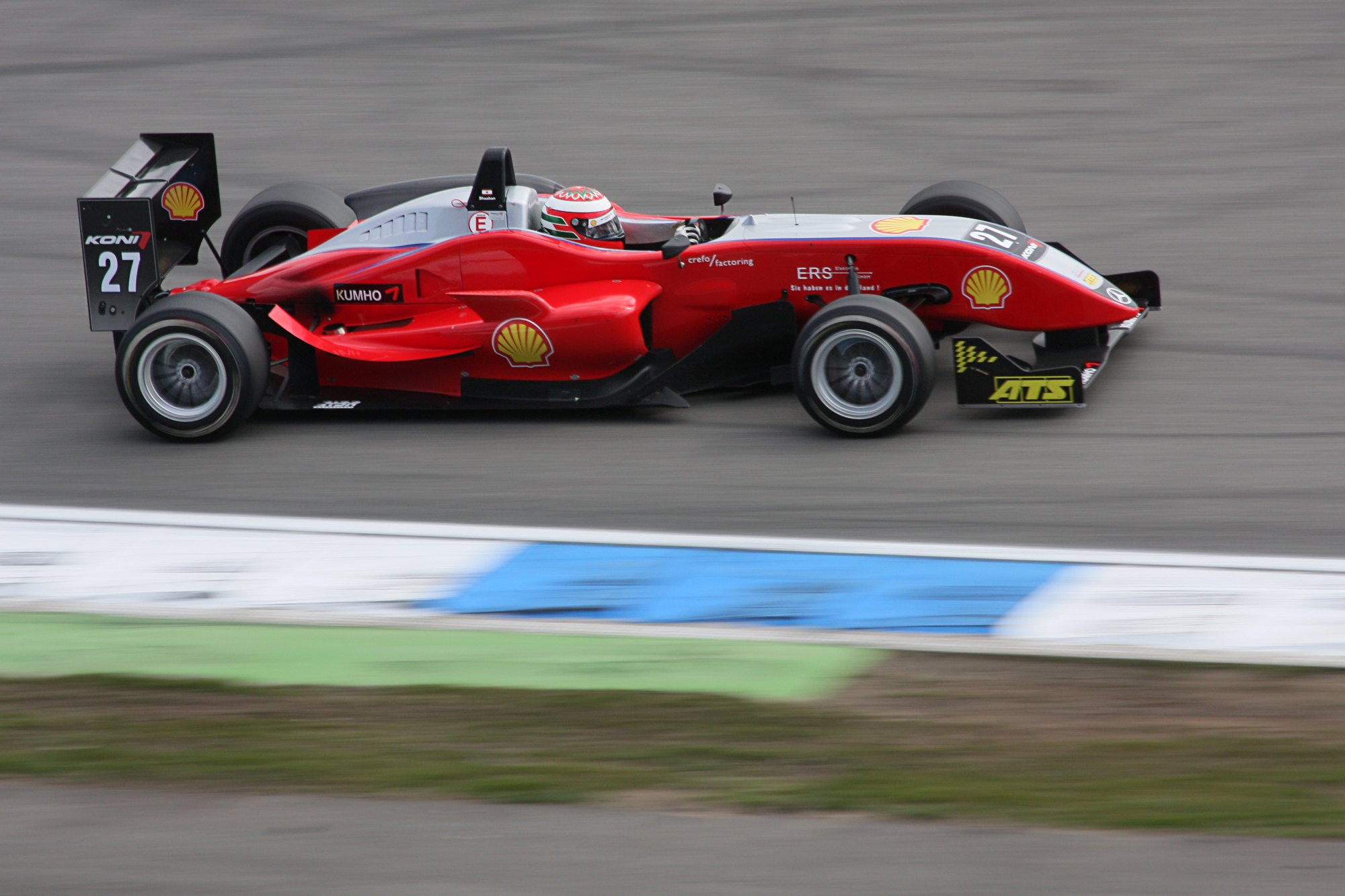
Formel-3-Rennen auf dem Hockenheimring 2008

Der Deutsche Formel-3-Cup ist eine Rennserie für Formel-3-Fahrzeuge in Deutschland.

## Geschichte
Nach dem Zweiten Weltkrieg wurden vorwiegend in England Monoposto-Rennwagen mit 500-cm³-Motorradmotoren gebaut. Aus dieser nationalen Rennklasse entwickelte sich 1950 die international gültige Formel 3. Da schon 1948 und 1949 in Deutschland Meisterschaften für Kleinstrennwagen bis 500 cm³ beziehungsweise 750 cm³ ausgetragen wurden, lag der Schluss nahe, ab 1950 auch eine Deutsche Meisterschaft auszutragen. Diese hatte bis 1953 Bestand.
1960 wurde erneut eine der Formel 3 ähnliche Meisterschaft ausgetragen, die Formel Junior. Diese Formel ersetzte auf nationaler Ebene die Formel 3, bestand aber nur bis 1963.

### Die neue Formel 3
1964 wurde eine neue Formel-3-Klasse geschaffen, deren Basis die Formel Junior bildete. Diese Klasse fand in Europa rasch Verbreitung. Es sollte aber bis 1974 dauern, bis mit der Polifac Trophy ein Cup für Formel-3-Fahrzeuge in Deutschland entstand. Diese gewann Giorgio Francia.
1975 wurde von der ONS die Deutsche Rennwagen-Meisterschaft geschaffen, die dem technischen Reglement der Formel 3 entsprach. Diese Serie lief über 25 Jahre lang bis 2002 und entwickelte sich neben der Britischen Formel-3-Meisterschaft zu einer der angesehensten weltweit.

### Euroserie und Formel-3-Cup
Für 2003 entschieden der DMSB und dessen französisches Pendant FFSA, eine Europameisterschaft auszutragen. So verschmolz die französische und die deutsche Serie ab 2003 zur F3 Euroseries, die vornehmlich im Rahmen der DTM startete. Beide Verbände einigten sich darauf, keine nationale Formel-3-Rennserie auszutragen.
Die deutsche Formel-3-Vereinigung, die bis 2002 die Deutsche Meisterschaft ausrichtete, entschied unter anderem wegen bestehender Verträge mit Zulieferern, 2003 eine eigene Serie zu veranstalten. Für deren erste Saison konnte Recaro als Hauptsponsor gewonnen werden, wurde aber mittlerweile von ATS abgelöst. Aufgrund der Einigung mit dem FFSA wird diese Serie nicht vom DMSB ausgeschrieben und erhält somit auch nicht das Prädikat Deutsche Meisterschaft.

## Technische Daten
- Motoren: Hubkolbenmotoren, max. 4 Zylinder, Airrestriktor (Luftmengenbegrenzer) 26 mm Durchmesser. Der Motor muss für die Formel 3 homologiert sein[2].
- Hubraum: max. 2.000 cm3
- Reifen:Yokohama, Reifengröße: 200/50VR13 vorne, 240/45VR13 hinten.
- Reifenlimitierung: 2 Satz Slicks pro Wochenende, Regenreifen/Intermediates nicht limitiert.
- Einschränkung: keine thermische, chemische oder mechanische Behandlung erlaubt.
- Räder:ATS Aluminiumrad VA 9x13, HA 10,5x13. Das Gewicht des Rades ohne Reifen beträgt 3,8 / 4,2 kg v / h.[3]
- Mindestgewicht: 550 kg, Fahrzeug inkl. aller Flüssigkeiten und Fahrer.
- Kraftstoff: Einheitskraftstoff Shell Super plus bleifrei.
- Einschränkung: kein Nachtanken während Training und Rennen.
- Monocoque: kohlenstofffaserverstärkter Kunststoff (Carbon) in Sandwich-Bauweise, zwei Überrollstrukturen, Stufenboden.
- Einschränkung: kein Monocoque-Tausch während der Veranstaltung.
- Telemetrie: nicht erlaubt.
- Datenaufzeichnung: erlaubt.
- ABS: nicht erlaubt.
- Getriebe: max. 6-Gang-Getriebe sequenziell.
- Katalysator: Schalldämpfer und Katalysator.[4]

## Meister

### Deutsche Meisterschaft (500 cm³)

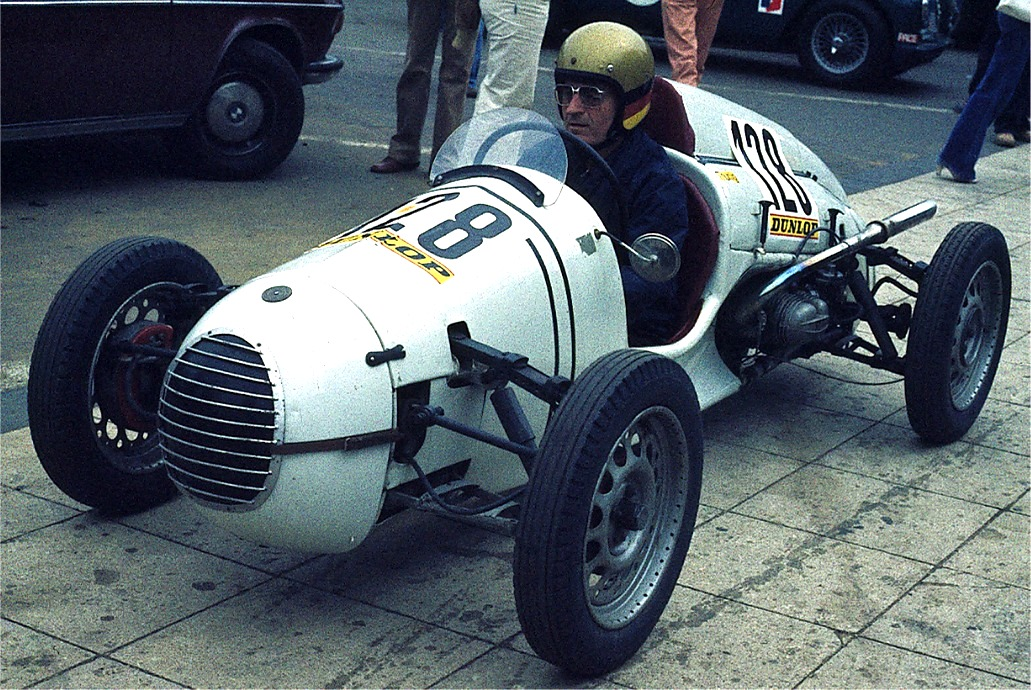
Monopoletta-BMW von 1949

| Jahr | Fahrer         | Fahrzeug/Motor                |
| ---- | -------------- | ----------------------------- |
| 1950 | Toni Kreuzer   | Cooper-J.A.P.                 |
| 1951 | Walter Komossa | Scampolo-BMW                  |
| 1952 | Hellmut Deutz  | Scampolo-DKW, Scampolo-Norton |
| 1953 | Adolf Lang     | Cooper-J.A.P.                 |

### Deutsche Formel Junior Meisterschaft
| Jahr | Fahrer                                                                    | Fahrzeug/Motor                                                            |
| ---- | ------------------------------------------------------------------------- | ------------------------------------------------------------------------- |
| 1960 | Gerhard Mitter                                                            | Mitter, Lotus-DKW                                                         |
| 1961 | Kurt Ahrens junior                                                        | Lotus-Ford und Cooper-Fiat                                                |
| 1962 | Meisterschaft nicht vergeben wegen verbotener Absprache unter den Fahrern | Meisterschaft nicht vergeben wegen verbotener Absprache unter den Fahrern |
| 1963 | Kurt Ahrens junior                                                        | Cooper-Ford                                                               |

### Deutsche Meisterschaft (2000 cm³)

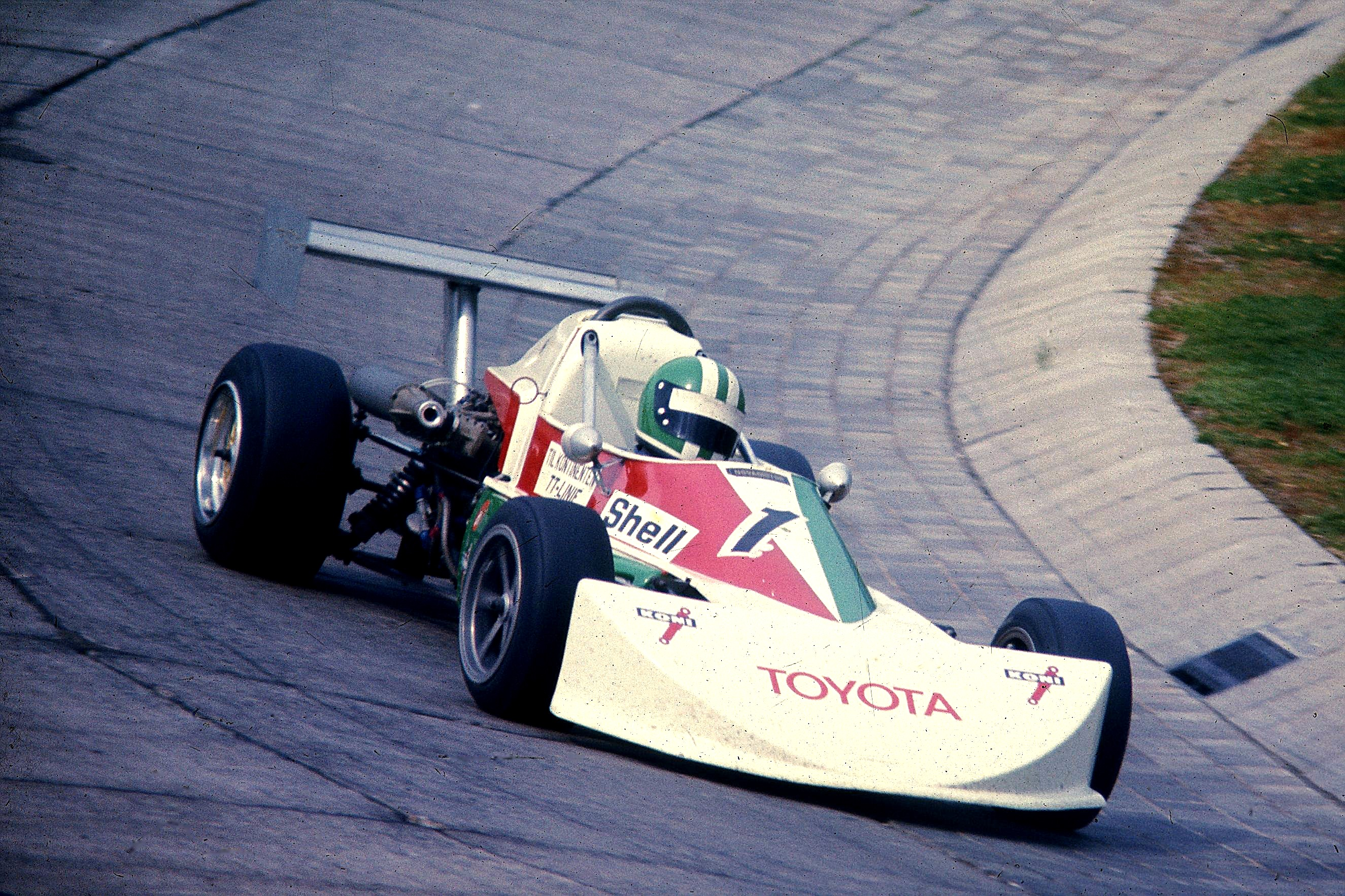
March-Toyota 1976 mit Rudolf Dötsch auf dem Nürburgring

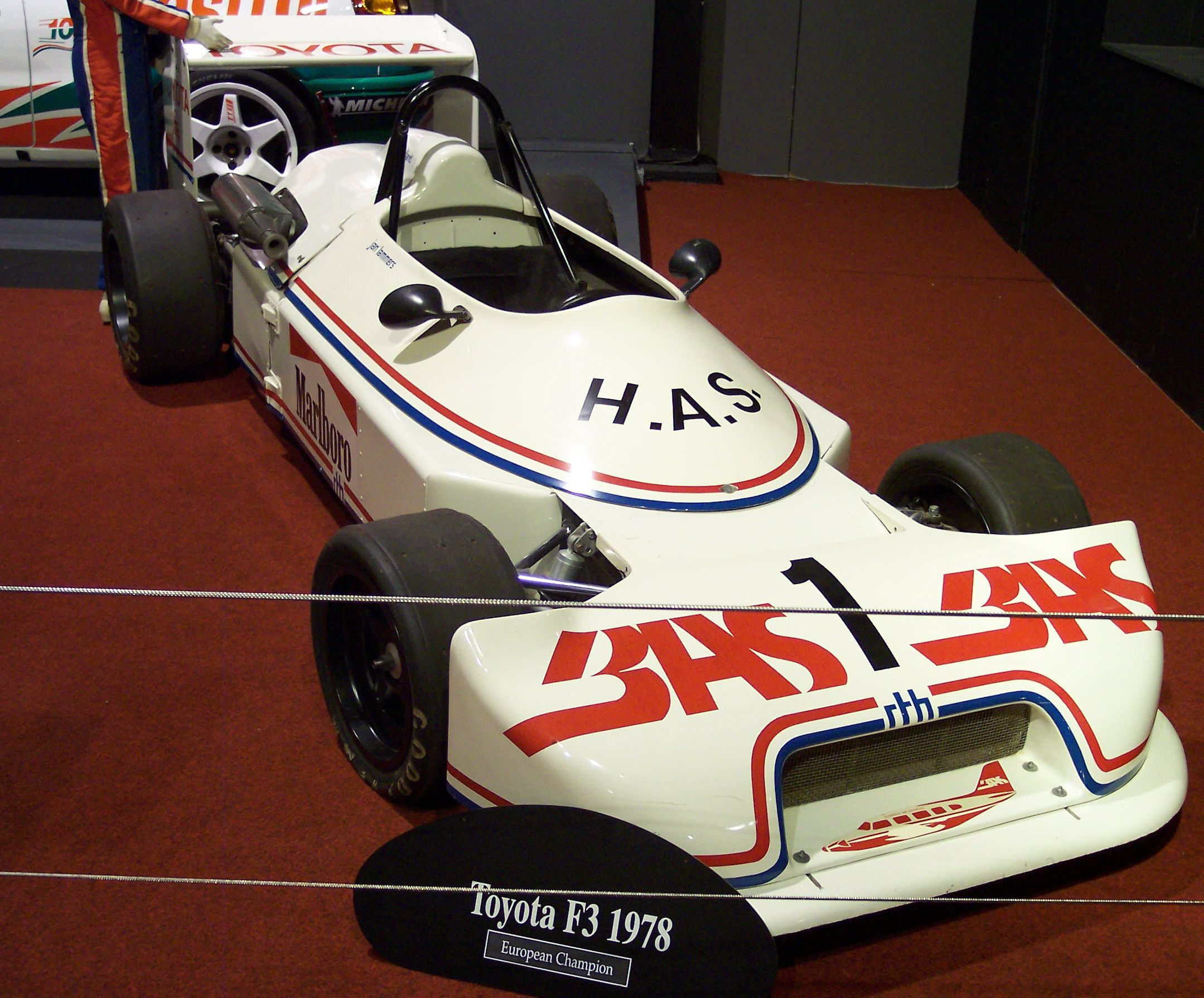
Toyota-Ralt Formel 3, 1978

| Jahr | Fahrer             | Fahrzeug/Motor         | Team                           |
| ---- | ------------------ | ---------------------- | ------------------------------ |
| 1975 | Ernst Maring       | Maco 375 / Toyota      | Maring Motorsport              |
| 1976 | Bertram Schäfer    | Ralt RT 1 / BMW        | BSR Racing                     |
| 1977 | Peter Scharmann    | Toj-F302 / Toyota      | Team Obermoser Jörg            |
| 1978 | Bertram Schäfer    | Ralt RT 1 / BMW-Toyota | BSR Racing                     |
| 1979 | Michael Korten     | March 793 / Toyota     | Mike Korten Motorsport         |
| 1980 | Frank Jelinski     | Ralt RT 3 / Toyota     | BSR Racing                     |
| 1981 | Frank Jelinski     | Ralt RT 3 / Toyota     | BSR Racing                     |
| 1982 | John Nielsen       | Ralt RT 3 / VW         | Volkswagen Motorsport          |
| 1983 | Franz Konrad       | Anson SA4 / Toyota     | Konrad Racing                  |
| 1984 | Kurt Thiim         | Ralt RT 3 / Alfa Romeo | Bongers Motorsport             |
| 1985 | Volker Weidler     | Martini MK 45 / VW     | J. Kaufmann Racing             |
| 1986 | Kris Nissen        | Ralt RT 30 / VW        | BSR Racing                     |
| 1987 | Bernd Schneider    | Dallara 387 / VW       | Schübel Rennsport Int.         |
| 1988 | Joachim Winkelhock | Reynard 883 / VW       | WTS Racing                     |
| 1989 | Karl Wendlinger    | Ralt RT33 / Alfa Romeo | RSM Marko                      |
| 1990 | Michael Schumacher | Reynard 903 / VW       | WTS Racing                     |
| 1991 | Tom Kristensen     | Ralt RT 35 / VW        | BSR Racing                     |
| 1992 | Pedro Lamy         | Reynard 923 / Opel     | WTS Racing                     |
| 1993 | Jos Verstappen     | Dallara 393 / Opel     | WTS Racing                     |
| 1994 | Jörg Müller        | Dallara 394 / Fiat     | RSM Marko                      |
| 1995 | Norberto Fontana   | Dallara 395 / Opel     | KMS Motorsport                 |
| 1996 | Jarno Trulli       | Dallara 396 / Opel     | Opel Team KMS Benetton Formula |
| 1997 | Nick Heidfeld      | Dallara 397 / Opel     | Opel Team BSR                  |
| 1998 | Bas Leinders       | Dallara 398 / Opel     | Van Amersfoort Racing          |
| 1999 | Christijan Albers  | Dallara 399 / Opel     | Opel Team BSR                  |
| 2000 | Giorgio Pantano    | Dallara F3/00 / Opel   | Opel Team KMS                  |
| 2001 | Toshihiro Kaneishi | Dallara F3/01 / Opel   | Opel Team BSR                  |
| 2002 | Gary Paffett       | Dallara F3/02 / Opel   | Team Rosberg                   |

### Deutscher Cup
| Jahr | Fahrer                 | Chassis               | Motor                    | Team                                 |
| ---- | ---------------------- | --------------------- | ------------------------ | ------------------------------------ |
| 2003 | João Paulo de Oliveira | Dallara F302          | Opel-Spiess              | JB Motorsport                        |
| 2004 | Bastian Kolmsee        | Dallara F302          | Opel-Spiess              | HS Technik Motorsport                |
| 2005 | Peter Elkmann          | Dallara F304          | Opel-Spiess              | Jo Zeller Racing                     |
| 2006 | Ho-Pin Tung            | Lola B06/30           | Opel                     | JB Motorsport                        |
| 2007 | Carlo van Dam          | Dallara F306          | OPC-Challenge            | van Amersfoort Racing                |
| 2008 | Frédéric Vervisch      | Dallara F307          | OPC-Challenge / Mercedes | Swiss Racing Team / Jo Zeller Racing |
| 2009 | Laurens Vanthoor       | Dallara F307          | Volkswagen               | van Amersfoort Racing                |
| 2010 | Tom Dillmann           | Dallara F305          | Volkswagen               | HS Technik                           |
| 2011 | Richie Stanaway        | Dallara F307          | Volkswagen               | van Amersfoort Racing                |
| 2012 | Jimmy Eriksson         | Dallara F311          | Volkswagen               | Lotus                                |
| 2013 | Marvin Kirchhöfer      | Dallara F311          | Volkswagen               | Lotus                                |
| 2014 | Markus Pommer          | Dallara F308 und F311 | Volkswagen               | Lotus                                |